# Club de Gimnasia y Esgrima La Plata
Club de Gimnasia y Esgrima La Plata é um clube desportivo argentino da cidade de La Plata, província de Buenos Aires. Fundado em 3 de junho de 1887 como «Club de Gimnasia y Esgrima», é o clube mais antigo de todos os que militam no futebol argentino, tendo iniciado as suas partidas de futebol em 1901. Com o tempo a sua principal atividade foi passando a ser o futebol e nos dias atuais se encontra presente na Primeira Divisão do Campeonato Argentino, competição da qual foi campeão uma vez e vice em outras seis, tendo como principal rival o Estudiantes, fundado a partir de uma dissidência sua em 1905.
Seu estádio, o Estádio Juan Carmelo Zerillo, também conhecido como o Estádio do Bosque, está localizado no bairro O Mondongo da cidade de La Plata e tem capacidade para 33 mil espectadores. Conta, além disso, com um centro poliesportivo, jardim de infância, escola primária e secundária e um prédio de 160 hectares, entre outras instalações. É o sétimo clube em quantidade de simpatizantes de Argentina.
Gimnasia y Esgrima foi campeão da divisão Intermedia do Futebol Argentino em 1915, da Primeira Divisão em 1929, e vice-campeão da Primeira Divisão em 1924, durante a era amadora. Após o profissionalização,  o Gimnasia foi campeão da Copa Centenário em 1994 e do Campeonato Argentino de Futebol da Segunda Divisão em 1944, 1947 e 1952; também foi vice-campeão da Primeira Divisão em 5 oportunidades e vice-campeão da Copa Argentina 2017/18. Permanece por 97 temporadas na Primeira Divisão, sendo o oitavo clube com maior permanência na competição.

## História

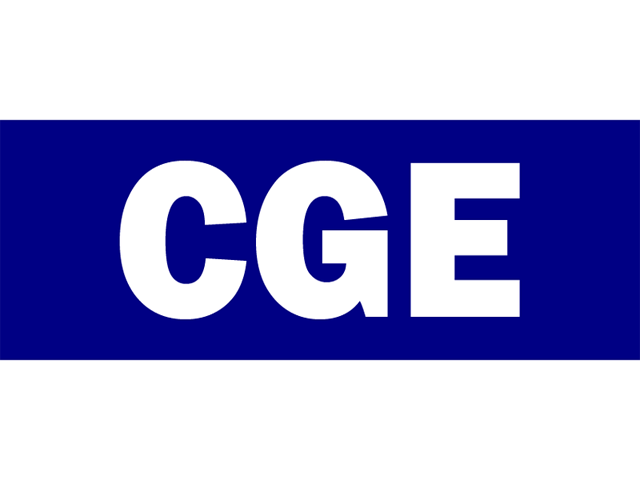
Colores del Club de Gimnasia y Esgrima La Plata.

Fundado em 3 de junho de 1887, o Club de Gimnasia y Esgrima de La Plata começou suas atividades esportivas com os dois esportes que formam seu nome: a ginástica e a esgrima. Depois seriam agregadas atividades como tiro ao alvo, atletismo e críquete, entre outras. Logo ali iniciou-se a prática do futebol, que seria, ao longo de sua história, a principal atividade esportiva do clube, primeiro em um ginásio, e a partir de 1901 começaram as partidas nos gramados, com disputas entre sócios e disputas de amistosos.
A instituição mudou várias vezes de nome: de abril a dezembro de 1897 chamou-se Club de Esgrima, pois a esgrima era a única atividade que se praticava nesse momento. Em 17 de dezembro de 1897, volta a seu nome original: Club de Gimnasia y Esgrima. De julho de 1952 a 30 de setembro de 1955 foi denominado Club de Gimnasia y Esgrima de Eva Perón, devido à mudança de nome da própria cidade de La Plata, que passou a se chamar "Cidade Eva Perón" em 1952, após a morte de Eva Perón. Quando a cidade voltou a ser chamada de La Plata, durante o governo da Revolução Libertadora, o clube também retornou à sua denominação original. Entretanto, ficou indevidamente identificado legalmente como Club de Gimnasia y Esgrima de La Plata, erro reparado em 7 de agosto de 1964, após ser aprovado o novo estatuto.

### Era Amadora (1891-1930)
Em 1905, o Gimnasia teve que abandonar o seu campo situado nas ruas 13 e 71, optando por não seguir praticando o futebol e se dedicar a atividades meramente sociais. Isto ocasionou uma evasão de parte dos sócios, que fundaram outro clube onde o futebol era o principal esporte: o Club Estudiantes de La Plata. Mais tarde, em 1912, um grupo de jogadores dissidentes do Estudiantes migraria para o Club Independencia, que uniu-se ao Gimnasia y Esgrima em 1914, voltando o futebol ao clube. Em 1915, o Gimnasia y Esgrima participou da divisão intermediária, obtendo o título do campeonato e ascendendo à Primeira Divisão argentina. Nesse mesmo ano, conquista as duas copas que estavam em disputa: Copa Concorrência Adolfo J. Bullrich e Copa Campeonato Intermediário.
Em 27 de abril de 1916, enfrenta pela primeira vez o seu principal rival. Disputado no campo do Estudiantes, o Gimnasia venceu o duelo por 1 x 0 e terminou o campeonato na quarta colocação, atrás apenas do Racing Club, Platense e River Plate, com 9 triunfos, 9 empates e 3 derrotas. Em 1921, voltaria a obter a quarta colocação, atrás do Racing, River Plate e Independiente, com 23 vitórias, 6 empates e 9 derrotas.
Em 27 de abril de 1924, inaugura-se o estádio localizado na intersecção das ruas 60 e 118, chamado Estádio Juan Carlos Zerillo. Gimnasia y Esgrima manter-se-ia invicto em seu estádio por 15 meses (desde seu primeiro encontro oficial até julho de 1925). Nesse ano, consegue o segundo lugar, atrás apenas do San Lorenzo, com 15 vitórias, 7 empates e 1 derrota.

#### Campeão em 1929

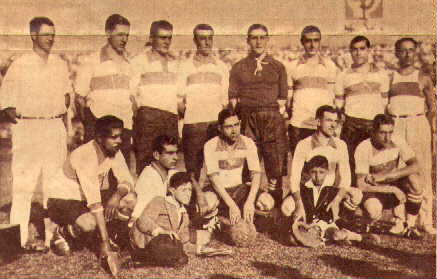
Formação da equipa de 1929.

Em 1929 o Gimnasia y Esgrima obtém seu único campeonato amador da Primeira Divisão, depois de uma campanha que obteve 14 vitórias e 3 derrotas. O campeonato de 1929 adotou a modalidade de disputa da Copa Estímulo, dividindo as equipas em duas zonas ("par" e "impar"), sendo definido o título em uma partida entre os ganhadores de cada zona.
O clube obteve o primeiro lugar na "zona ímpar", da qual faziam parte: River Plate, Racing Club, Huracán e Estudiantes de La Plata. A «zona par» foi vencida pelo Boca Juniors, que classificou-se assim para o confronto final.
A decisão foi disputada em 9 de fevereiro de 1930, no estádio do River Plate, situado na intersecção das ruas Alvear e Tagle. Após perder por 1 x 0 no final do primeiro tempo, a equipa do Gimnasia, formada por Felipe Scarpone, Dei Giano e Evaristo Delovo; Rusciti, Santillán e Belli; Curell, Francisco Varallo, Maleani, Díaz e Morgada virou o placar com dois golos de Martín Maleani. Nesse ano, também obtém o título do campeonato de Reserva. Desta forma, Gimnasia y Esgrima tornou-se o primeiro clube da cidade a obter um torneio organizado por uma Associação reconhecida pela FIFA.
Entre dezembro de 1930 e abril de 1931, a equipa de Gimnasia, que posteriormente conhecer-se-ia como "O Expresso", tornou-se o primeiro clube do interior do país a excursionar à Europa, e o primeiro em jogar em Portugal, Rússia, Áustria e Itália.

### Era Profissional (1931-2008)

#### O Expresso de 1933

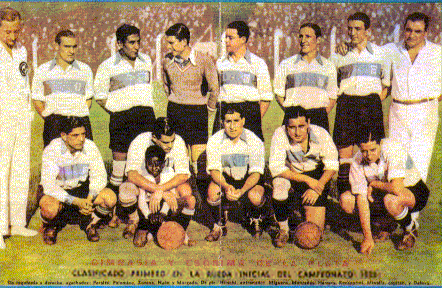
Formação da equipa de 1933.

Já em sua etapa profissional, o Gimnasia y Esgrima ingressou novamente na história do futebol argentino, quando o denominado Expresso conquistou a primeira fase do campeonato da Primeira Divisão e finalizou na quarta colocação com um recorde de 21 vitórias, 4 empates e 9 derrotas. Na segunda fase, ele liderou o campeonato, até enfrentar Boca Juniors e San Lorenzo. Nestas disputas, a equipe azul e branca foi prejudicada pelas arbitragens. No entanto, aquela equipe, cujo principal goleador foi Arturo "El Torito" Naón com 33 gols, já tinha entrado na memória dos torcedores: nascia "O Expresso de 1933".

#### Copa Governador Alende (1960)

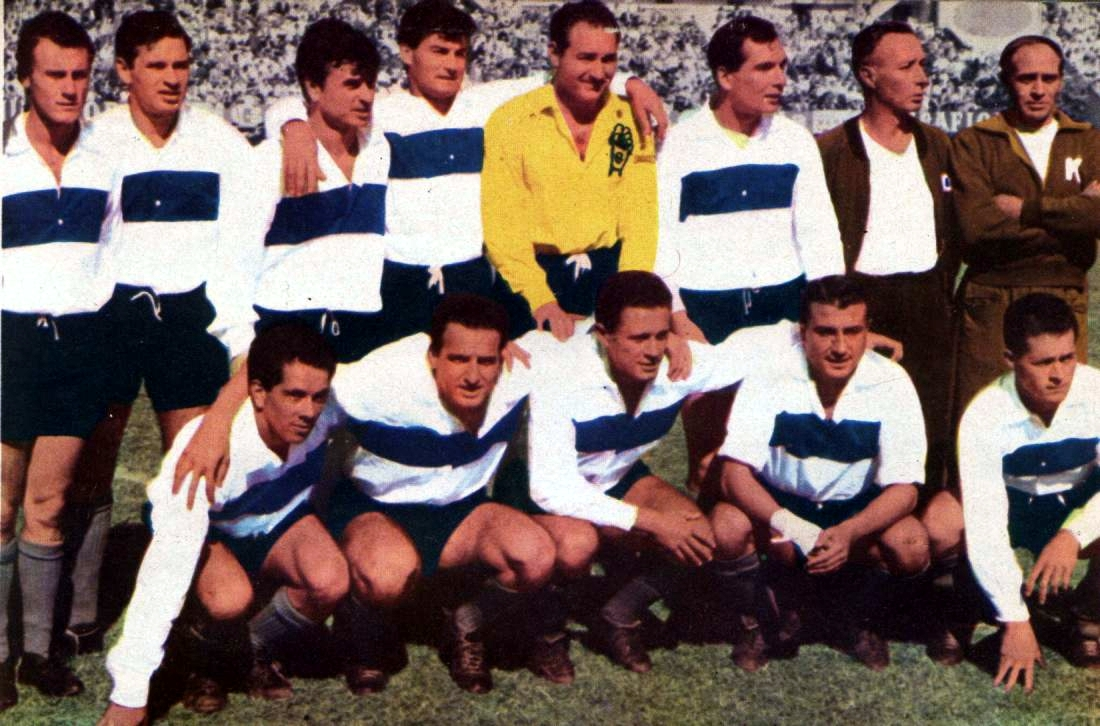
Formação da equipa de 1960.

Esta copa, de carácter amistoso, foi disputada em 1960 e denominada Copa Governador da Província de Buenos Aires Dr. Oscar Allende, em homenagem ao então Governador de Buenos Aires. A copa foi um quadrangular internacional, do qual participaram Estudiantes de La Plata, Gimnasia y Esgrima, Club Nacional de Football e Club Atlético Peñarol. Gimnasia y Esgrima impôs-se nos dois encontros contra as equipas uruguaias e, na última partida, empatou com o Estudiantes em 2x2. Assim, em 13 de fevereiro de 1960, o Gimnasia y Esgrima sagrou-se campeão.

#### La Barredora (1970)
Uma das equipas mais recordadas pela torcida ficou conhecida como La Barredora. Após quase uma década alternando boas e más atuações, os campeonatos organizados pela Associação do Futebol Argentino (AFA) passaram por modificações. Estes foram o "Metropolitano", com as equipas filiadas diretamente à AFA divididas em duas zonas, e o "Nacional", do qual participavam algumas equipas filiadas à AFA e que classificaram nas primeiras colocações do Metropolitano. O resto das equipes participava do "Promocional" e do "Reclassificatório", junto a outras equipes que representavam outras ligas do país.

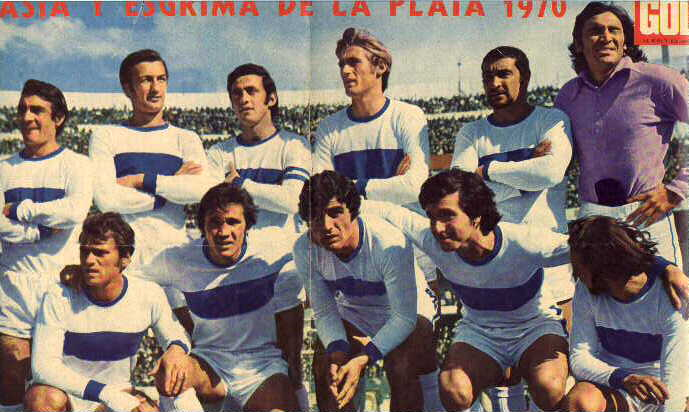
Formação do time de 1970.

No primeiro ano da reformulação das competições argentinas, 1967, o Gimnasia y Esgrima sagrou-se campeão do torneio Promocional. Posteriormente seriam criadas outras variações, o Campeonato Metropolitano, que foi disputado em turno único, e o Campeonato Nacional, disputado com as equipas sendo divididas em duas zonas. Nesse ano, o Gimnasia y Esgrima conseguiu classificar-se para disputar a semifinal do Campeonato Nacional contra o Rosario Central, que havia terminado em primeiro lugar na "zona A". O Gimnasia y Esgrima, por sua vez, classificou-se em segundo na "zona «B", atrás do Chacarita Juniors. Simultanemante, ocorreu um conflito entre jogadores e dirigentes do clube por motivos financeiros, que levou o presidente Oscar Venturino a apresentar a terceira divisão. O resultado final foi 3 x 0 para a equipe rosarina. A equipe do Gimnasia y Esgrima era formada por: Hugo Gatti; Ricardo Rezza, José Bernabé Leonardi, José Masnik, Roberto Zywica, Roberto Gonzalo; Héctor Pignani, José Santiago, Delio Onnis, José Néstor Meija, Jorge Castiglia.

#### O último acesso (1984)
Após uma má campanha, o Gimnasia y Esgrima foi rebaixado à Primeira "B" no ano de 1979. A equipa fez parte da Segunda Divisão entre 1980 e 1984, ano no qual consegue ascender. O plantel estava formado por jogadores como Ricardo "El Pulpo" Kuzemka e Carlos Carrió, enquanto seu técnico era Nito Veiga. Em 1984, o Gimnasia obteve o terceiro lugar na tabela e classificou-se para disputar um Octogonal pela segunda ascensão. Deste octogonal, fizeram parte Racing Club, Argentino de Rosario, Club Atlético Tigre, Club Atlético Defensores de Belgrano, Club Atlético Lanús, Nueva Chicago e Club Deportivo Morón. Alcançou a fase final, onde venceu o Racing Club por duas vezes (3 x 1 como visitante e 4 x 2 como dono da casa).

#### Torneio Centenário (1993-1994)
Em 1993, a Associação do Futebol Argentino organizou um torneio denominado «Copa Centenário», ao cumprir-se 100 anos da criação da Association Argentine Football League. Esta associação com o tempo converteu-se na Associação do Futebol Argentino.
Todas as equipes de Primeira Divisão desse momento disputaram jogos de ida e volta com seus clássicos rivais. O Gimnasia y Esgrima começou eliminando o Estudiantes de La Plata, a quem venceu 1 x 0 no encontro de ida com gol de Guillermo Barros Schelotto e empatando 0 x 0 no jogo de volta. Continuou eliminando rivais (Newell's Old Boys, Argentinos Juniors e Belgrano de Córdoba), consagrando-se triunfador da rodada de ganhadores.
O Club Atlético River Plate foi o ganhador da rodada de perdedores, pelo que a final se disputou no Estádio Juan Carlos Zerillo, de Gimnasia. River Plate para ser campeão devia vencer aos platenses em duas oportunidades.
Depois de um torneio no que se disputaram 52 encontros, a final se disputou o 30 de janeiro de 1994. O Gimnasia y Esgrima impôs-se por 3:1 e assim obteve a Copa Centenário. Ao obter esta copa, foi convidado a disputar a Copa Sanwa Bank em 1994.

#### De Griguol a Troglio (1994-2007)
Com Carlos Timoteo Griguol como treinador Gimnasia y Esgrima obtém o segundo posto no Torneio Clausura de 1995,
repetindo o lucro em 1996 e 1998.
Também, tomou o segundo lugar em 2002
baixo a direcção técnica de Carlos Ramacciotti, com quem tinha chegado à final da Copa Centenário em 1993 (depois obtida baixo a conducción técnica de Roberto Perfumo). Graças a este segundo lugar Gimnasia y Esgrima consegue participar da Copa Libertadores de 2003.
Também, obteve o segundo lugar no Torneio Abertura 2005 baixo a direcção técnica do ex futebolista do clube Pedro Troglio, após uma campanha cabeça a cabeça com Boca Juniors, conseguindo a participação na Copa Sul-americana 2006 e, pela segunda vez,
da Copa Libertadores 2007, da qual foi eliminado na primeira fase 
pese a impor-se em seu último encontro por 3:0 a Defensor Sporting de Uruguai, a terceira equipa de dito país em quantidade de torneios obtidos.

#### Atualidade (2007-presente)
Nas eleições de dezembro de 2007 a lista de Juan José Muñoz é derrotada por Walter Gisande. O presidente eleito declara sua intenção de que o ex futebolista Guillermo Sanguinetti seja o novo treinador do clube. Posteriormente, o Intendente da cidade de La Plata, Pablo Bruera, manifestaria que Gimnasia y Esgrima poderia voltar a se desempenhar como local em seu estádio, e cederia terras adicionais à instituição.
A International Federation of Football History & Statistics (IFFHS) localiza a Gimnasia y Esgrima no 8° lugar entre os clubes de Argentina no período março de 2007 - fevereiro de 2008  acima de outras equipas da Primeira Divisão de Argentina, como Banfield, Argentinos, Independiente, Newell's Old Boys, Racing Club e Club Atlético Colón.

## Títulos

### Era Amadora

#### Torneios nacionais oficiais
- Primeira Divisão (1): 1929

- Vice-campeão da Primeira Divisão da Argentina (1): 1924

- Segunda divisão (1): 1915

#### Torneios nacionais amistosos
- Copa Competição Adolfo J. Bullrich (1): 1915
- Copa Campeonato Intermedia (1): 1915

### Era Profissional

#### Torneios nacionais oficiais
- Vice-campeão da Primeira Divisão da Argentina (5): Clausura 1995, Clausura 1996, Apertura 1998, Clausura 2002, Apertura 2005<[18]

- Copa Centenario de la AFA (1): 1994
- Vice-campeão da Copa Argentina 2017-18
- Segunda divisão (3): 1944, 1947, 1952

- Vice-campeão da Segunda Divisão Argentina (1): 1946

#### Torneios nacionais amistosos
- Copa Amistad (2): 1977 e 2006
- Copa Cidade de Mar del Plata (1): 2009[19][20]

- Copa Municipalidad de La Plata (2): 1999 e 2001[21]

#### Torneios internacionais amistosos
- Copa Governador Allende (1): 1960

- Copa Colonia do Sacramento (1): 1998

- Quadrangular de Assunção (1): 1975
- Copa Cristal (1): 2005[22]

- Vice-campeão da Copa Sanwa Bank (1): 1994

## Dados do clube
- Temporadas na Primeira Divisão: 96
- Temporadas na Segunda Divisão: 8
- Melhor posição na Primeira Divisão: 2º (sub-campeão em cinco oportunidades: Clausura 1995, Clausura 1996, Apertura 1998, Clausura 2002, Apertura 2005)
- Pior posição na Primeira Divisão: 18º (de 20, em Apertura 2007)

- Melhor posiçao na Primeira Divisão Amadora: 1º (em 1929)
- Pior posiçao na Primeira Divisão Amadora: 25º (de 34, em 1927)

- Maiores goleadas aplicadas:
  - Em campeonatos nacionais amadores: 10x1 a River Plate (em 1905 jogando na Divisão III)
  - Em campeonatos nacionais: 8x1 a Racing Club (em 1961)
  - Em torneios internacionais: 5x1 a Alianza Lima (na Copa Libertadores 2003)[23]

- Piores derrotas:
  - Em campeonatos nacionais: 0x8 de Huracán.
  - Em torneios internacionais: 0x4 de IA Sud América na Copa Conmebol 1995
- Número máximo de vitórias consecutivas alcançado na Primeira Divisão:
  - 8 (Torneio de Abertura 2005), a sexta mais importante do futebol argentino.[24](em torneios curtos)

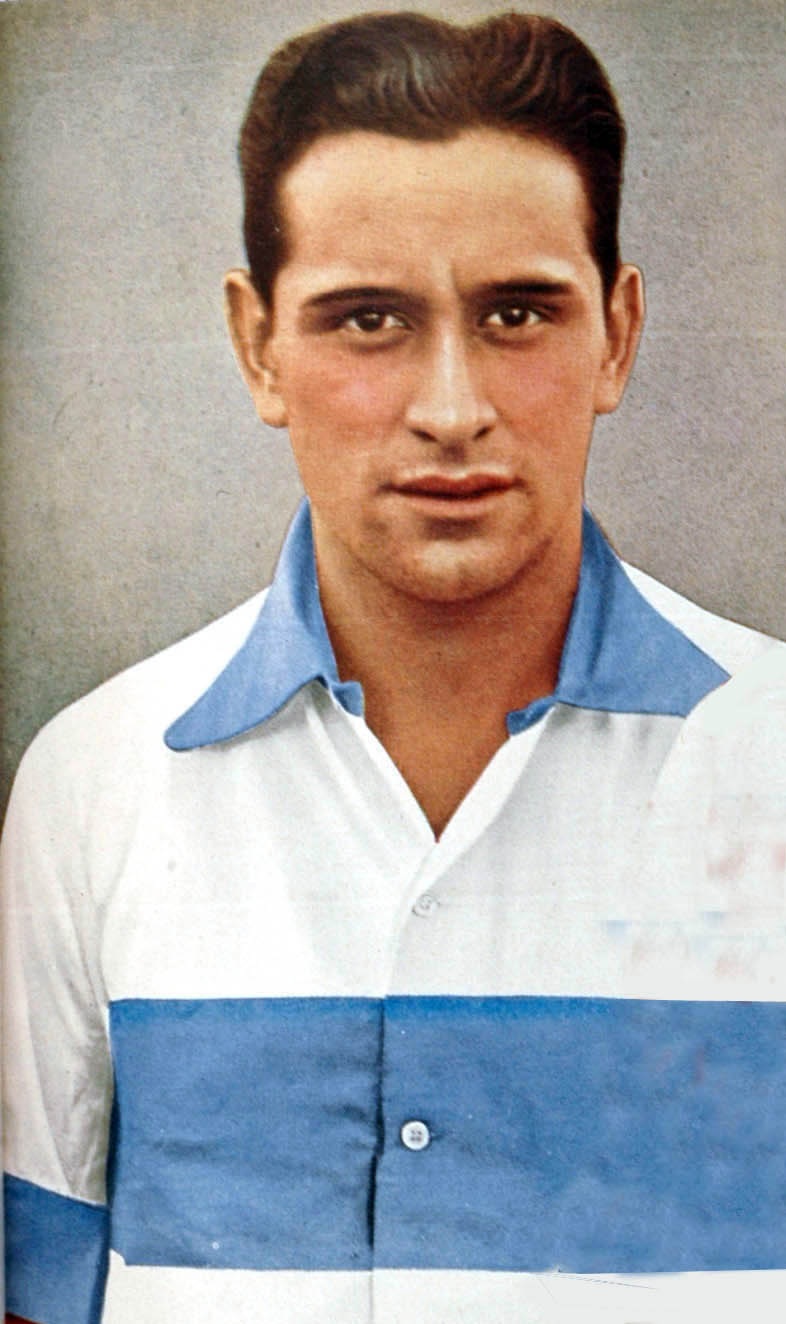
Arturo Naón.

  - 9 (Campeonato de 1962)

- Maiores goleadores:
  -  Arturo Naón (95 gols em 97 partidas)
  -  Manuel Fidel (80 gols em 201 partidas)
  -  Diego Francisco Bayo (71 gols em 138 partidas)
  -   Delio Onnis (64 gols em 113 partidas)
- A maior parte das aparências:
  -  Jorge San Esteban (462 encontros disputados, entre 1992-2003 e 2004-2009)
  -  Guillermo Sanguinetti (383 encontros disputados entre 1991-2003)
  -  Oscar Montañéz (343 encontros disputados entre 1932-1945)
  -  Enzo Leonardo Noce (321 encontros disputados entre 1990-2004)
- Participações em torneios internacionais oficiais:
  - Copa Conmebol (3): 1992 (sendo semi-finalista), 1995 e 1998.
  - Copa Sul-americana (5): 2002, 2006, 2014,2017 e 2023.
  - Copa Libertadores da América (2): 2003 e 2007.

## Recordes e registros
- O Gimnasia y Esgrima foi a primeira equipe do interior do país a vencer o Real Madrid CF em seu próprio estádio. O encontro disputou-se em 1 de janeiro de 1931 e terminou 3 a 2.[25]

- O Gimnasia y Esgrima contratou o primeiro treinador estrangeiro profissional na Argentina: Emérico Hirschl (Hungria).
- O Gimnasia y Esgrima tem o recorde pelo gol mais rápido da primeira divisão. Carlos Dantón Seppaquercia converteu o golo em frente a Huracán após 5 segundos, no dia 18 de março de 1979.[26][27]

- Na reinauguração da  Bombonera (em 5 de maio de 1996)  o Gimnasia y Esgrima goleou o Boca Juniors por 6 a 0.[28][29][30]

- Em 22 de março de 1999, num encontro histórico por seu alto número de golos, o Gimnasia y Esgrima derrota o seu homónimo de Jujuy por 7 a 5.[31]

- Numa disputa pelo Torneio Clausura 2000, o Gimnasia y Esgrima empata em 6 a 6 com o Colón de Santa Fé. Um resultado muito pouco comum (fazia 60 anos que não se dava um score tão elevado).[32]

- Em junho de 2006 retira-se a camisa nº 21, número que utilizou Pedro Troglio em sua última etapa profissional, sendo esta a primeira retirada num clube de futebol argentino.

## Símbolos

### Escudo
O escudo do Club de Gimnasia y Esgrima La Plata está composto por uma coroa em cuja parte superior destaca-se um elmo com cimeiro e no centro, esmaltado e com as cores do clube (branco e azul marinho), vai em relevo o monograma do mesmo. Nos cantos superiores, a maneira de guarda surgem as empunhaduras de um sabre e um florete, assomando as pontas na parte inferior do escudo. Aos custados do centro estende-se o elmo, por cada lado, um ramo de laureles.
O escudo do clube sofreu algumas modificações. Desde 1887 e até 1928 utilizou-se o escudo desenhado por Emilio Coutauret, que era um desenho mais artesanal e ornamentado. Em 1964, ao reformar-se o estatuto, foi adotado um mais singelo, mas sem perder a essência do original. Este último é o que se utiliza atualmente.
Algumas mudanças menores sofreu nos últimos anos. Durante a presidência de Héctor Domínguez tinha-se modificado a sigla do centro do escudo, substituindo-se o histórico CGE (Club de Gimnasia y Esgrima) pelo GELP (Gimnasia y Esgrima La Plata), modificação que perdurou nos mandatos seguintes de Gliemmo e Muñoz. Desde o início da presidência de Walter Gisande, voltou-se à sigla original CGE.

### Hino
O Hino Oficial do clube foi escrito no ano de 1915 pelo popular poeta nascido em Magdalena Délfor B. Méndez, e a música composta pelo maestro Juan Serpentini, que compôs versões do Hino Nacional Argentino e O tambor de Tacuarí, com letra de Rafael Obligado.
Foi entoado pela primeira vez em 9 de julho de 1915 para recepcionar a delegação do clube River Plate Football Clube do Uruguai.
Em 1967 o hino oficial foi gravado pela Banda de Música da Polícia da Província de Buenos Aires.

### Uniformes
O uniforme titular de Gimnasia y Esgrima toma como base as cores do escudo do clube, estabelecidas no estatuto social do mesmo.
- Uniforme titular: Camisa branca com uma faixa horizontal azul marinho, calções brancos, meias brancas.
- Uniforme alternativo: Camisa azul marinho com uma faixa horizontal branca, calções azul marinho, meias azuis marinho.

Nos primeiros anos de vida da instituição, adotaram-se as cores branco e celeste, procurando desta forma realçar o fato de que se tratava de um clube argentino. A primeira camisa que utilizou a equipe era a listras verticais brancas e celestes.
Mais tarde, em 1905, decidiu-se mudar as cores para diferenciá-lo do Racing Club. Isto resultou numa camisa de listras verticais de cor branca e azul marinho. Finalmente, a partir de 1910, modificou-se o desenho, mudando as listras verticais por uma faixa horizontal de cor azul marinho e o resto branco.
| 1903 | 1905 | 1910- |

### Patrocínio
A seguinte tabela detalha cronologicamente as empresas provedoras de material esportivo e os patrocinadores que teve o Gimnasia y Esgrima de La Plata entre os anos 1980 e 1990 respectivamente:
| Período   | Proveedor      |
| --------- | -------------- |
| 1980-1984 | Topper         |
| 1985-1993 | Adidas         |
| 1993-1998 | Hummel         |
| 1998-2001 | New Balance    |
| 2001-2008 | Puma           |
| 2009-2010 | Kappa          |
| 2011-2017 | Penalty        |
| 2017-2021 | Le Coq Sportif |

| Período   | Patrocinador                |
| --------- | --------------------------- |
| 1990-1992 | Pegamax                     |
| 1992      | Diário El Día               |
| 1992-2001 | Banco Municipal de La Plata |
| 2001-2002 | Fideos Manera               |
| 2002      | Ticket Vip                  |
| 2003-2004 | Suin                        |
| 2004      | Liderar Seguros             |
| 2005      | Medical Hair                |
| 2006      | Crown Mustang               |
| 2007-2008 | Motomel                     |
| 2008-2010 | La Nueva Seguros            |

## Estádio

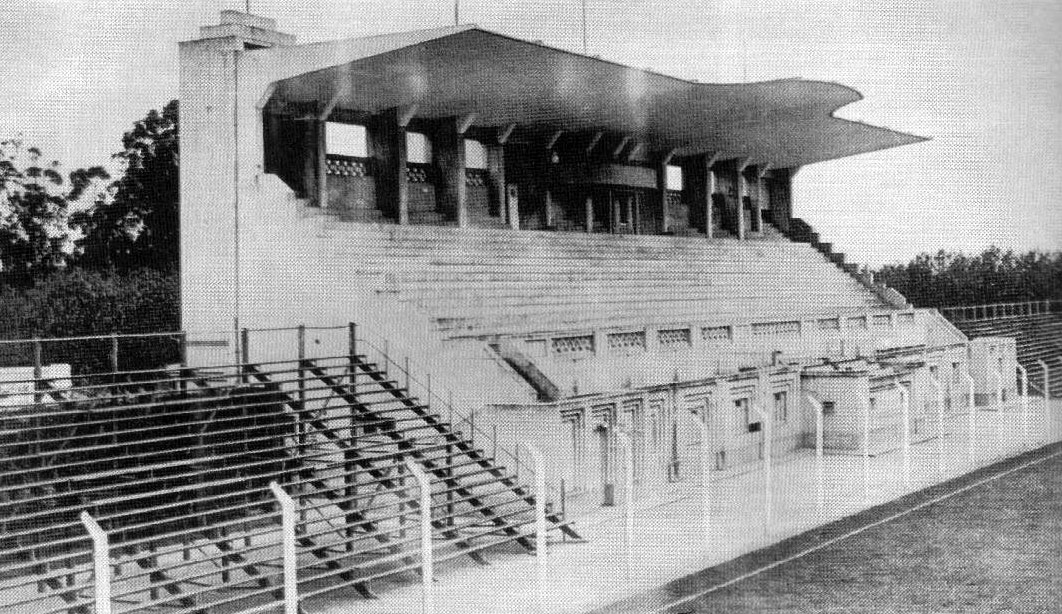
Platea oficial 1942.

O Estádio Juan Carlos Zerillo, inaugurado em 1924, também conhecido como Estádio do Bosque, é o estádio do Club de Gimnasia y Esgrima de La Plata. Com sua capacidade atual de 33.123 espectadores, resulta ser o estádio de futebol pertencente a um clube com maior capacidade da cidade.
Esta situado sobre a avenida 60 e sua intersecção com a rua 118 da cidade de La Plata, em pleno Bosque Platense, próximo ao bairro conhecido como «O Mondongo». O nome do estádio é uma homenagem ao ex-presidente do clube, Juan Carlos Zerillo, que comandou o Gimnasia y Esgrima de 1929 a 1931.

## Torcida
Torcida é o nome dado ao coletivo de público que assiste a competições esportivas de um clube seu favorito.

### Apelidos/Alcunhas
A torcida de Gimnasia y Esgrima tem várias alcunhas: Entre estes se encontram:
- Triperos: Apelido/Alcunha que começou para os futebolistas que pela década de 1920, eram em sua maioria provenientes das cidades de Ensenada e Berisso, e quem, em alguns casos, continuavam trabalhando nos frigoríficos. Um dado curioso é que o mesmo apelido é utilizado para a população de Porto, em Portugal.[34]
- La 22: O nome colectivo da claque/torcida é «A 22». Existem versões encontradas sobre o motivo do nome. Uma delas diz que é devido a um ex chefe da barra brava da equipa, Marcelo Amuchástegui, conhecido como «o Louco Fierro» (no Tarô o número 22 é o Louco); outra das versões diz que era devido à rua 22 da cidade de La Plata, já que muitos adeptos/torcedores famosos viviam ali.
- Basureros: O apelido/alcunha foi dado pelos mesmos simpatizantes do clube devido a que Oscar Venturino, presidente de Gimnasia y Esgrima entre os anos 1968 e 1979, era o dono de uma companhia de coleta de lixo. Ainda que não seja o apelido mais popular que tem, o foi durante a década de 1970.[34]
- Lobo: O apelido/alcunha é obra do desenhista Julio César Trouet, quem trabalhava para o diário El Día da cidade de La Plata. Até 1953 o desenho que identificava ao clube era o de um carniceiro. A ideia do lobo surgiu já que o estádio de Gimnasia y Esgrima está localizado no bosque da cidade, e a equipa era reconhecida por sua astúcia e rapidez, ao igual que o animal conhecido por esse nome. Conquanto a figura do lobo não foi tomada de imediato, é a partir da grande campanha do ano 1962 que o apelido e o clube se fizeram praticamente sinónimos.[35]

- Mens Sana: É parte do lema do clube. Seu sentido original é o da necessidade de um espírito equilibrado num corpo equilibrado. Mens sana in corpore são é uma citação latina de Juvenal.[36]

### Enquetes
Uma enquete sobre as preferências futebolísticas realizada pela Secretaria de Meios de Comunicação da Nação apurou que na cidade de La Plata a maioria da população é adepta do Gimnasia y Esgrima, com 20,5%, enquanto o segundo lugar é para o Boca Juniors, com 20,1%. Estes dados demonstram que a capital da província de Buenos Aires (La Plata) é, junto a Rosario, uma das únicas cidades em todo o país onde o predomínio dos dois maiores times do futebol Argentino (Boca Juniors e River plate) não se dá, sendo ali o Gimnasia y Esgrima a equipe mais popular.

### Dia Mundial do torcedor do Gimnasia y Esgrima
Igualmente ao que acontece com muitos clubes da Primeira Divisão da Argentina e do mundo que têm seu dia, o clube platense festeja todos os dias 10 de dezembro o «Dia Mundial do Torcedor de Gimnasia y Esgrima». A história da data festiva está relacionada com a primeira passeata que os triperos fizeram ao município para reclamar a cessão das terras do estádio. O impulsor da ideia foi o jornalista Néstor Basile, editor da revista «Tribuna Gimnasista».

## Clássico Platense
Atualizado pelo Torneo Clausura 2008
O Clássico Platense é como habitualmente se denomina a disputa de futebol argentino onde se enfrentam os dois clubes desportivos mais importantes da cidade de La Plata: Gimnasia y Esgrima La Plata e Estudiantes de La Plata.
O Estudiantes foi fundado em 1905 por sócios dissidentes do Gimnasia, por conta do Gimnasia ter perdido o seu campo de jogo. Alunos do Colegio Nacional de La Plata, esses dissidentes resolveram fundar o Estudiantes.
O primeiro jogo oficial disputou-se em 27 de agosto de 1916, quando pelo campeonato da Primeira Divisão da Associação Argentina de Football, o Gimnasia y Esgrima se impôs por 1 x 0 através de um gol contra de Ludovico Pastor.
Desde que enfrentaram-se pela primeira vez em 14 de junho de 1931, por torneios oficiais organizados pela Associação do Futebol Argentino, disputaram 143 encontros: Estudiantes de La Plata obteve 49 com 209 gols; o Gimnasia y Esgrima impôs-se em 44 com 191; e empataram em 50 oportunidades.
Entre 12 de agosto de 1932 e 9 de setembro de 1934, o Gimnasia y Esgrima obteve 5 clássicos de forma consecutiva. Em 25 de junho de 1963 venceu por 5 x 2, sendo este seu melhor resultado frente a seu clássico rival. Em contrapartida, seu pior resultado foi em 15 de outubro de 2006 quando caiu por 7 x 0. A última goleada do Gimnasia y Esgrima foi durante o Torneio Clausura 2005, em 12 de Junho pela 16ª data do torneio, por 4 x 1 no Estádio do Bosque.
Uma curiosidade dos clássicos foi que em 5 de abril de 1992, ante o festejo de gol de Gimnasia durante o clássico, encontro que terminou ganhando Gimnasia y Esgrima por 1 x 0, o sismógrafo localizado na cidade de La Plata registou um movimento telúrico de baixa intensidade, dando a conhecer a dita anotação como «O gol do terremoto». O feito foi alcançado por José Perdomo, de tiro livre.

## Jogadores
Em mais de 120 anos a sua história, foram mais de 800 atletas do Club de Gimnasia e Esgrima La Plata a vestir a camisa da primeira equipe. Jorge San Esteban, atualmente activo, com mais de 400 partidas ao longo do clube, por vezes usava a camisa albiazul. Por sua vez, Arturo Naón com 95 gols em 97 jogos é o topo marcador da história do clube.
A Asociación del Fútbol Argentino permite que as equipes de futebol da Argentina tenham em seu time titular um máximo de quatro jogadores estrangeiros; o Gimnasia y Esgrima historicamente tem treinado em sua maioria jogadores de futebol locais, mas também estrangeiros, sendo os uruguaios que dominam preferências, com 49 jogadores.
A partir de suas divisões inferiores tem surgido um grande número de futebolistas de renome nacional e internacional, como Guillermo y Gustavo Barros Schelotto, Mariano Messera, Lucas Lobos, Roberto «Pampa» Sosa, Andrés Guglielminpietro, Sebastián Romero, Lucas Licht e Leandro Cufré, entre outros.

## Treinadores

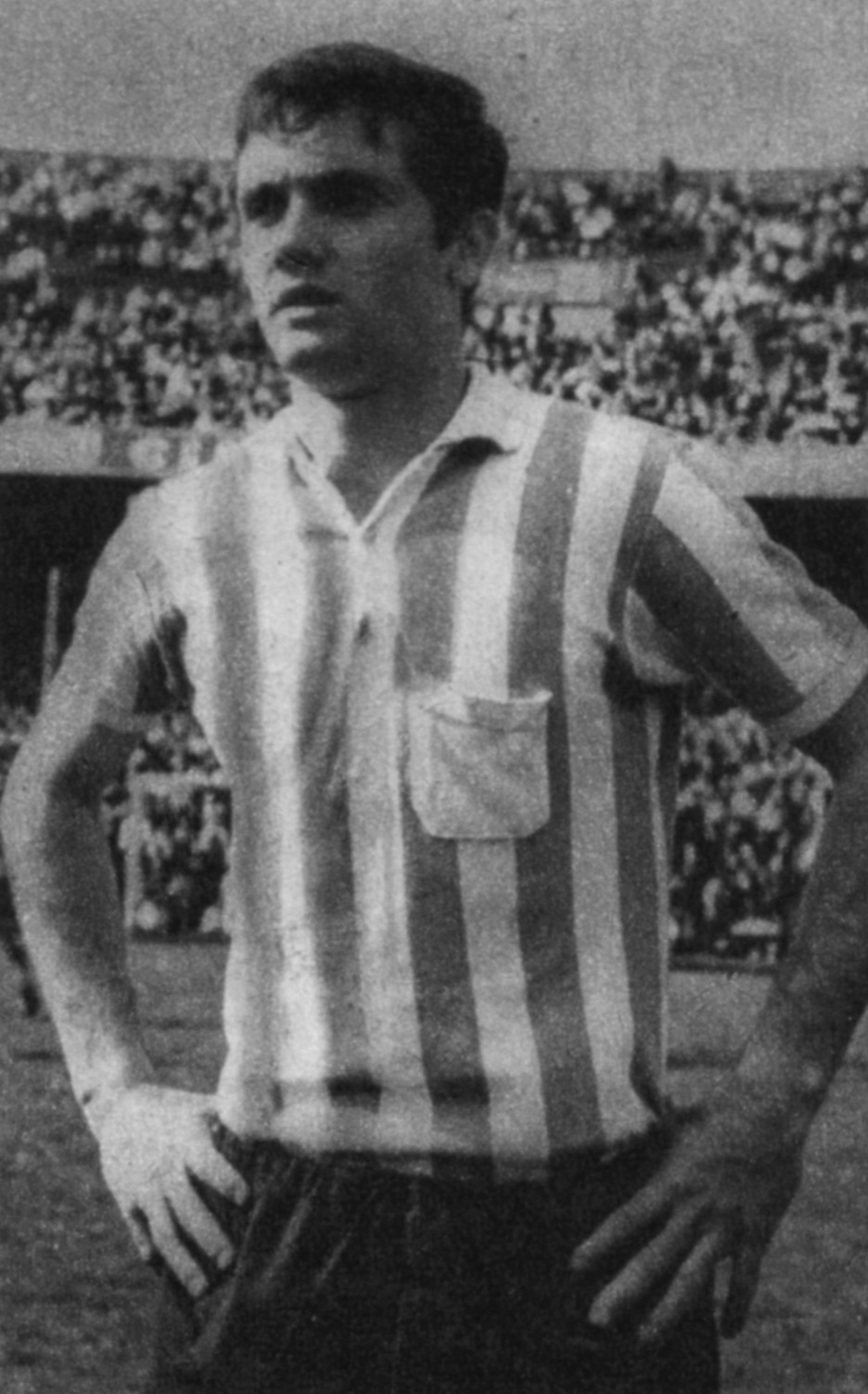
Roberto Perfumo.

O Club de Gimnasia y Esgrima La Plata teve um total de 63 treinadores de futebol ao longo de sua história. O primeiro treinador do clube foi o húngaro Emérico Hirschl, que dirigiu a instituição entre 1932 e 1934.
Alguns treinadores que ficaram na memória do clube foram Nito Veiga (quem conseguisse a ascensão em 1984), Roberto Perfumo (treinador na final da Copa Centenário), Carlos Timoteo Griguol (quem dirigiu a equipe em três etapas, totalizando dez anos) e o ex futebolista Pedro Troglio.
Em 1993 Roberto Perfumo assume a direção técnica do clube, antes da final da Copa Centenário, da qual sairia ganhador.
Um ano mais tarde, Carlos Timoteo Griguol toma o cargo de treinador e consegue 3 sub-campeonatos (Torneio Clausura 1995, Torneio Clausura 1996 e Torneio Abertura 1998). Dirigiria até 1999, quando assumiria o Betis da Espanha. Voltaria em pouco tempo para dirigir o lobo na temporada 2000/2001, para logo ser substituído pelo uruguaio Gregorio Pérez. Na temporada 2003/2004 Griguol começa sua terceira etapa no Gimnasia y Esgrima La Plata, onde finaliza sua carreira como treinador de futebol.
Desde 1 de Outubro de 2008 o treinador de Gimnasia y Esgrima La Plata é Leonardo Madelón, substituindo o ex-jogador do clube, Guillermo «Topo» Sanguinetti. O «Topo» despediu-se do futebol aos 37 anos, totalizando 383 encontros locais e 18 internacionais, sendo o segundo jogador com mais presenças na centenária história do Gimnasia, atrás de Jorge San Esteban.

## Presidentes

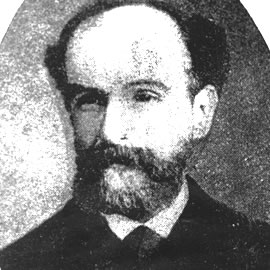
Saturnino Perdriel, 1887.

Ao longo de seus mais de 120 anos de história foram 55 os Presidentes do Club Gimnasia y Esgrima La Plata que tiveram a responsabilidade de conduzir os destinos institucionais do clube. Muitos deles contribuíram para que a entidade fosse crescendo com o passar dos anos. Alguns ficaram mais na memória dos torcedores do clube, pelas glórias obtidas, ou por ter realizado obras importantes.
Saturnino Perdriel, um proeminente empresário local da época, foi o fundador e primeiro presidente do Gimnasia y Esgrima La Plata, um oficial do Ministério das Finanças da Província de Buenos Aires, morreu prematuramente em 1888 (um ano da Presidência) .
Atualmente, o presidente do Club de Gimnasia y Esgrima La Plata é eleito pelos seus membros, através de eleições que se realizam de três em três anos. Ao mesmo tem o direito de eleger e ser eleito cada parceiro e sócio do clube maior de 18 anos com três anos de antiguidade como sócio e sete de adesão à Comissão Diretora.
O atual presidente do Gimnasia y Esgrima La Plata é Gisande Walter, que ganhou as eleições do ano passado a Gabriel Pellegrino por 16 votos.

## Outras secções desportivas

### Voleibol Feminino
Um dos esportes mais proeminentes do clube Gimnasia y Esgrima La Plata é o voleibol feminino, que é de grande importância no âmbito do vôlei argentino, sendo a única instituição dos nove fundadores do "Federación de Voleibol y Basquete", que ainda existe, atualmente, na divisão principal. Atualmente, a federação chamada "Federación Metropolitana de Voleibol".
| Concorrência              | País      | Ano       | Posição  |
| ------------------------- | --------- | --------- | -------- |
| Copa Morgan FMV           | Argentina | 1951      | Campeões |
| Torneo Evita              | Argentina | 1954      | Campeões |
| Torneo Lola Berta         | Venezuela | 1955      | Campeões |
| Torneo Cuadrangular       | Chile     | 1972      | Campeões |
| Torneo Cuadrangular       | Chile     | 1975      | Campeões |
| Cuadrangular Náutico      | Uruguay   | 1976      | Campeões |
| Banco República           | Uruguay   | 1976      | 2do      |
| Liga Argentina de Clubes  | Argentina | 1998-1999 | 3ro      |
| Liga Argentina de Clubes  | Argentina | 1999-2000 | Campeões |
| Federación Metropolitana  | Argentina | 2000      | Campeões |
| Torneo Sudamericano       | Brasil    | 2000      | 4to      |
| Liga Argentina de Clubes  | Argentina | 2000-2001 | Campeões |
| Federación Metropolitana  | Argentina | 2000-2001 | Campeões |
| Liga Argentina de Clubes  | Argentina | 2003      | Campeões |
| Liga Metropolitana (FMV)  | Argentina | 2004      | Campeões |
| Liga Argentina de Clubes  | Argentina | 2005      | 2do      |
| Torneo Int. Norma Rimoldi | Argentina | 2005      | Campeões |

### Basquete

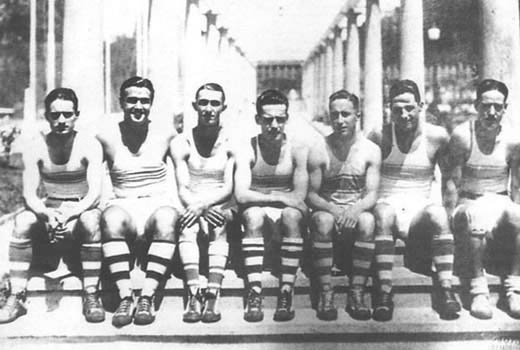
Primeira equipe de basquete de 1924 na rotunda do estádio del Bosque.

O Basquetebol (ou basquete) começou a se praticar no clube de Gimnasia y Esgrima La Plata na década de 1920 e em 1924 se construiu um estádio dentro dos limites 60 e 118. Desde essa época, tornou-se um dos principais esportes no clube.
A equipa de basquete de Gimnasia y Esgrima atingiu seu auge durante as campanhas de 1978 e 1979. O primeiro título que obteve foi em 1978, ao vencer no estádio de Ferrocarril Oeste ao Obras Sanitárias por 72 a 67 pelo título Metropolitano. Foram jogadores neste período González, Finito German, Peinado, e norte-americanos como Lawrence Jackson e o base Clarence Edgar Metcalfe, que era o líder da equipa e saiu premiado como jogador da Une em 1979. Num ano mas tarde o Gimnasia y Esgrima volta a obter o título, coroando-se campeão do Metropolitano 1979, novamente ante o Obras Sanitárias, desta vez por 92 a 84.
O Gimnasia y Esgrima ia crescendo na Une Nacional de Básquet (Argentina) na temporada 2003-2004, onde terminou em segundo depois de cair na final com Boca Juniors por 4-2.
 Na temporada seguinte foi relegado ao TNA (Torneio Nacional de Ascensão), por decisão de suas autoridades encabeçadas pelo então presidente do clube Juan José Muñoz, que decidiu tirar-lhe grande parte do orçamento, o que levou que se perdessem as figuras principais da equipe que tinha obtido o vice-campeonato. Atualmente a equipe de primera de Gimnasia milita en el Torneo Nacional de Ascenso (TNA).

### Seções desaparecidas
Além de todas as seções mencionadas, Gimnasia y Esgrima La Plata teve equipes em outras disciplinas esportivas ao longo de sua história. São secções que, por uma ou outra razão, se dissolveram.
Rugby: Em 1933 a Unión de Rugby del Río de La Plata comunica que por regulamento não permitiria a afiliação de clubes com profissionais de outros desportos, é assim que a representação mens sana começou a figurar com o nome de Gimnasia y Esgrima La Plata Rugby Club, mas quatro anos depois se desvincula o rugby completamente, dando lugar ao que hoje se chama La Plata Rugby Club.
Pelota Paleta: Em julho de 1943 é habilitada o campo de pelota paleta e grande quantidade de sócios inscrevem-se em suas categorias. Ao ano seguinte consegue-se o título nacional da quarta categoria.
Tênis de mesa: Entre 1945 e 1951 forma-se a Associação Platense de Tênis de Mesa e a Federação Argentina. Gimnasia é fundador da Associação e consegue a maioria dos torneios organizados durante esses seis anos.
Esgrima: Desde sua criação a prática de Esgrima foi-se intensificando. É em 1914 quando este desporto crescia a um nível insuperavel, brilhando Horacio Capacete, depois presidente do clube, e Carmelo Merlo, ambos representantes argentinos nos Jogos Olímpicos de Paris 1924. A fins da década do quarenta deixa-se de praticar esta disciplina.
Luta greco-romana: Entre 1924 e 1928 o clube teve uma equipa de luta greco-romana.
Hóquei em Campo: A princípios de 1949 começa-se a praticar informalmente Hockey sobre grama e em meados de abril o clube se afilia. O campo estava localizado no Estádio do Bosque.
Ginástica: É durante a década de 1930 que se intensifica a prática de ginástica em grandes aparelhos e cinco anos depois integrantes de atletismo viajam com a delegação argentina que participa nas Olimpíadas de Berlim. Esta modalidade funcionou entre 1957 e 1976.
Outras atividades hoje extintas que se desenvolveram no clube foram: Pólo aquático, Boxe, Ciclismo, Petanca, Automobilismo, Judo e Tênis, entre outras.

## Ligações relacionados
- História do Club de Gimnasia y Esgrima La Plata
- Estádio Juan Carlos Zerillo
- Presidentes do Club Gimnasia y Esgrima La Plata
- Treinadores de Gimnasia y Esgrima La Plata
- Estudiantes vs. Gimnasia y Esgrima